# Tarsalak, Mîhailivka
Tarsalak (în ucraineană Тарсалак, în germană Waldorf) este un sat în așezarea urbană Mîhailivka din raionul Mîhailivka, regiunea Zaporijjea, Ucraina. Satul a fost locuit de germanii pontici.  

## Demografie
Componența lingvistică a localității Tarsalak
     Ucraineană (88,37%)
     Rusă (9,3%)
     Bulgară (1,16%)
     Belarusă (1,16%)
     Alte limbi (0,01%)
Conform recensământului din 2001, majoritatea populației localității Tarsalak era vorbitoare de ucraineană (88,37%), existând în minoritate și vorbitori de rusă (9,3%), bulgară (1,16%) și belarusă (1,16%).